# 창꼬치
창꼬치(학명: Sphyraena obtusata)는 열대와 아열대 바다에서 서식하는 고등어아목 꼬치고기과의 바닷물고기로, 최대 55cm 정도까지 자란다.